# Sân bay Cazombo
Sân bay Cazombo (IATA: CAV, ICAO: FNCZ) là một sân bay ở Cazombo, tỉnh Moxico, Angola.